# Мішель Ней

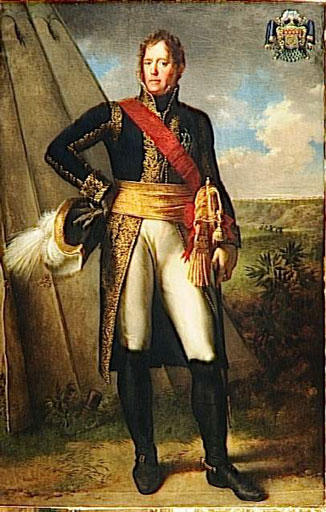
Мішель Ней

Міше́ль Амбруа́з Франсу́а Ней (фр. Michel Ambroise Francois Ney; 10 січня 1769 — 7 грудня 1815) — відомий французький полководець, маршал Франції, герцог Ельхінгенський, князь Московський, пер Франції, учасник наполеонівських війн.

## Життєпис

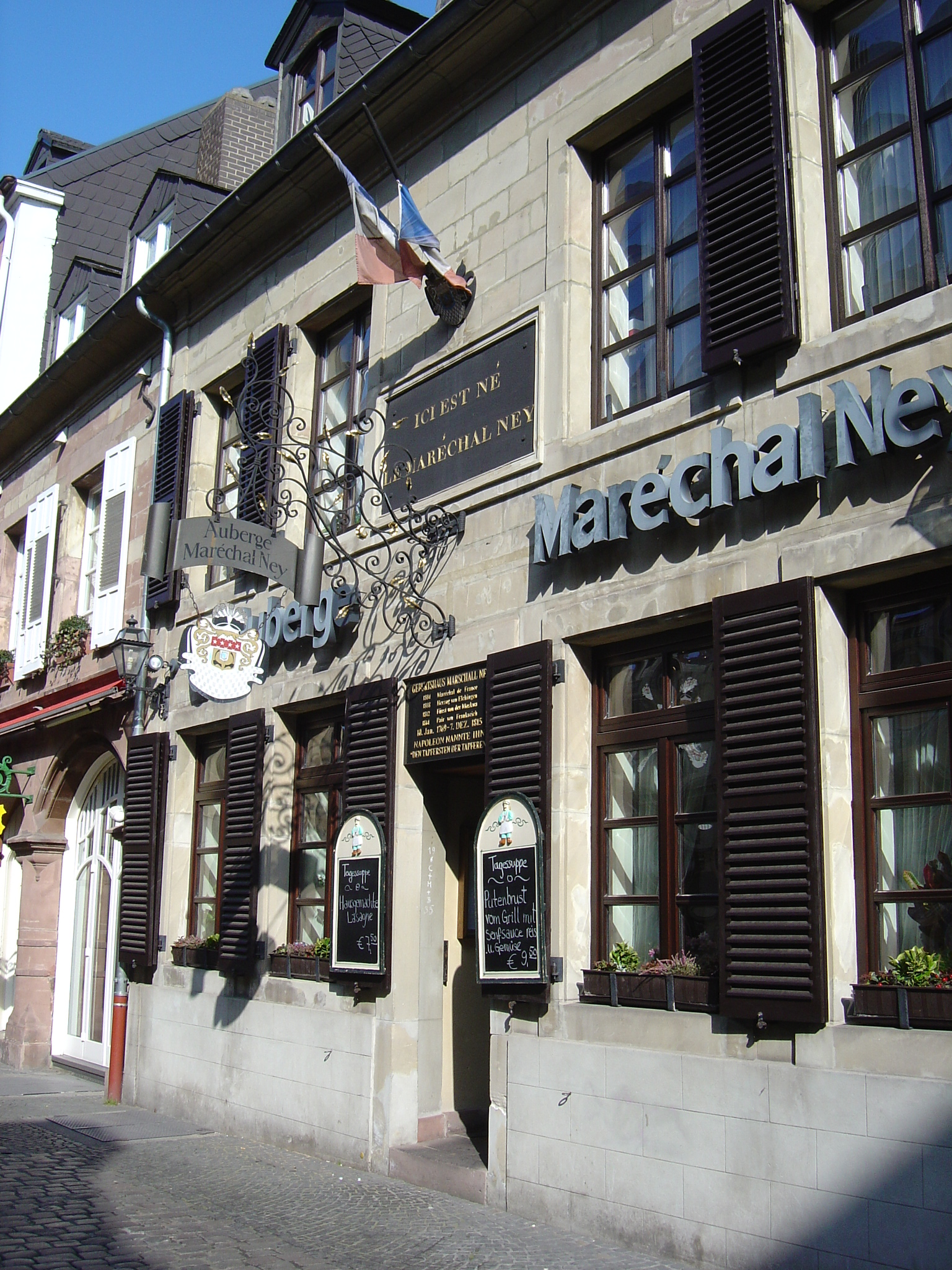
Місце народження Нея у місті Саарлуй (зараз Німеччина)

Мішель Ней народився у місті Саарлуї (Лотарингія) у родині бондаря. Мішель навчався у католицькому колежі. Після закінчення навчання він 4 роки працював у нотаріуса. У 1788 році Ней вступив до гусарського полку. У 1789 році склав іспити на унтер-офіцерський чин. З початком Французької революції Мішель Ней взяв активну участь у бойових діях, став поручиком. З 1792 до 1794 роках служив в армії Півночі під проводом генерала Дюмур'є, після чого перейшов до Самбро-Мааської армії. Тут він став капітаном, очолив ескадрон кінноти. Він зміг відзначитися при облозі Маастриху та у битві при Опальдені. З 1796 року Ней керував кавалерією дивізії, став бригадним генералом. Але 19 квітня 1797 року у битві при Гіссені потрапив у полон до австрійців. Його було обміняно на австрійського генерала у травні того ж року.
З 1799 року Мішель Ней в лавах Рейнської армії. Тут він відзначився при захоплені міста Маннгейм. Незабаром йому надали звання дивізійного генерала. Деякий час Ней виконував обов'язки командувача Рейнської армії, після чого очолив легку кавалерію Гельвецької армії, пізніше став командиром гвардійської кавалерії.
Мішель Ней підтримав заколот 18 брюмера (9 листопада) 1799 року, завдяки якому Наполеон Бонапарт перебрав владу у Франції. Того часу Ней не був бонапартистом, він вважав, що республіка дала йому все, що він мав. У 1800 році Ней відзначився у битві під Гогенлінденом, за що отримав грошову винагороду в 10 тисяч франків. Але до кінця року провів час поза армією в Саарлуї. Дізнавшись про підготовку експедиції на острів Санто-Домінго Ней мав намір клопотати щодо призначення на посаду командира цього корпусу. Проте Мішель Ней одружився (завдяки Жозефіні Бонапарт) і став інспектором кавалерії.
Наприкінці вересня 1802 року Бонапарт направив Нея на чолі з армійським корпусом до Швейцарії, де в цей час вирувала складна внутрішня криза. Завдяки такту та дипломатії Ней зміг вирішити усі питання без застосування військової сили. У 1803 році Мішель Ней очолив війська спочатку комп'єнського, а потім монтрейського військових таборів, де готувалася армія для вторгнення до Англії. Тут він вивчав військову теорію під проводом значного теоретика Жоміні, якому надав кошти для видання «Трактату стосовно великих військових операцій». У 1804 році Бонапарт став імператором, надавши Мішелю Нею звання маршала, хоча мав підозри щодо його лояльності.
У 1805 році розпочалася нова війна Франції з Австрією та Росією. Бонапарт блокував армію австрійського генерала Мака при місті Ульм. Мішель Ней зайняв шлях можливого відступу австрійської армії неподалік містечка Ельхінґен, що призвело до захоплення міста Ульм та капітуляції Мака.
У 1806 році Ней бився з військами Прусії. Він зумів захопити міста Ерфурт та Магдебург. Завдяки хоробрим діям Мішеля Нея в битві при Фрідланді (червень 1807 року) французи зуміли розбити російську армію. Після підписання Тільзитського миру Ней отримав 300 тисяч франків річного доходу і титул герцога Ельхінґенського (6 червня 1808).
1808 року Ней взяв участь в Іспанській кампанії. Проте тут він проявив нерішучість, неквапливість, відсутність стратегічного мислення, невміння узгоджено діяти з іншими військовими очільниками. Розпочався його конфлікт з маршалами Массеною та Сультом, внаслідок чого Нея було позбавлено командування корпусом.

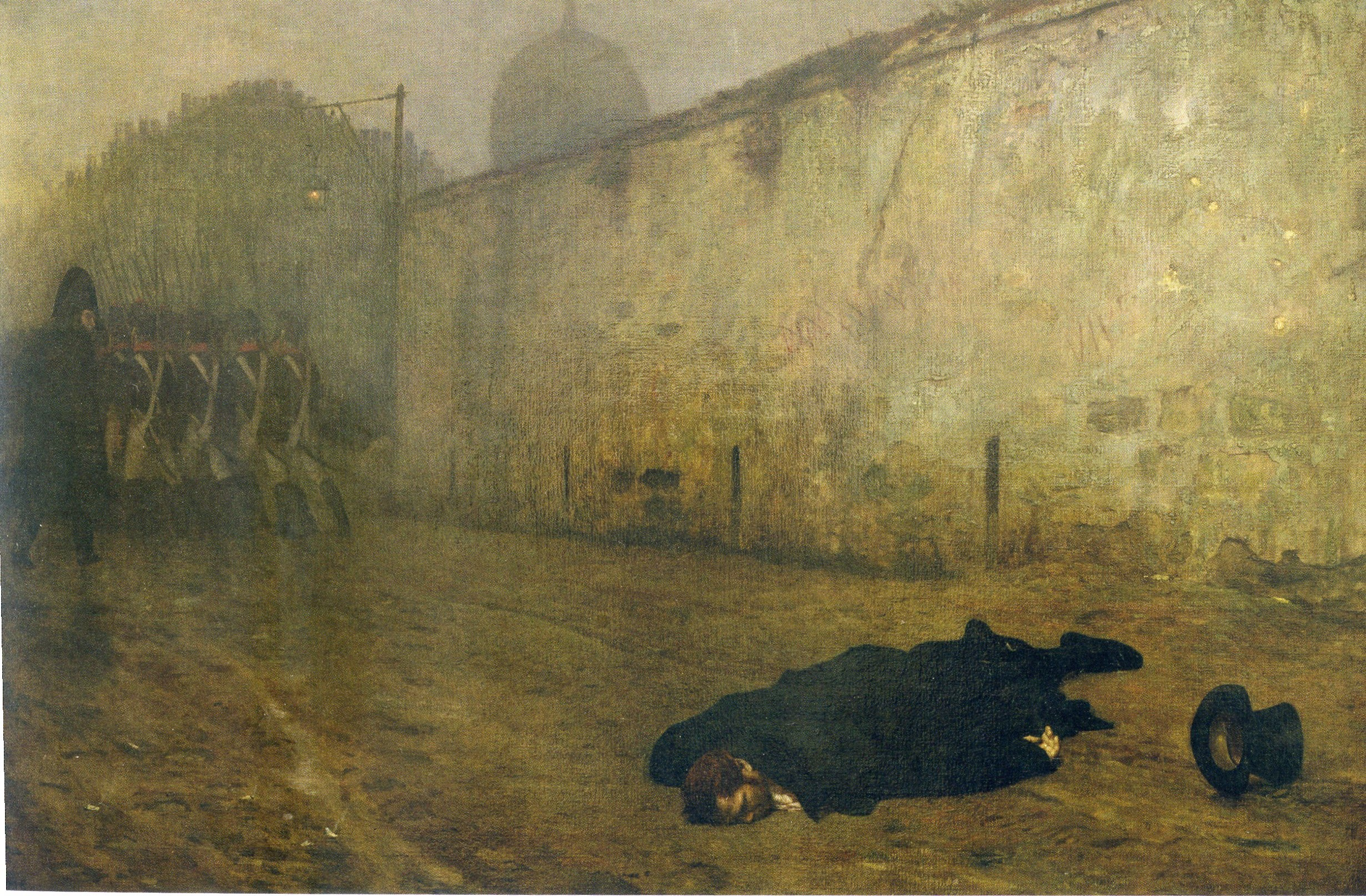
Страта маршала Нея (мал. Жана-Леона Жерома. 1868 р.)

У 1812 році Мішель Ней командував 3-м корпусом Великої армії Наполена, яка вдерлася до Росії. Він зумів проявити себе у битвах за Смоленськ, при Бородіно. За це його було нагороджено титулом князя Московського (25 березня 1813 року). Під час відступу з Москви керував ар'єргардом у 10 тисяч солдатів. Біля села Красне його корпус було оточено 30-тисячною армією росіян. Ней зумів вирватися з оточення з 900 солдатами. Під час переправи французької армії через Березину Ней відбив наступ армії адмірала Чичагова, чим дозволив здійснити відступ значної частини армії Наполеона. З 30 солдатами Ней останнім залишив територію Російської імперії (біля Ковно). 
У кампаніях 1813 та 1814 років Мішель Ней не зумів проявити своїх військових здібностей. Після захоплення Парижа союзниками Ней вимагав у Наполеона зректися влади, після чого присягнув Людовикові XVIII Бурбонові. За це Ней отримав орден Св. Людовика та звання пера Франції (1814).
Після повернення Наполеона з Ельби у 1815 році Ней перейшов на бік імператора. Мішель Ней брав участь у всіх битвах протягом Ста днів Наполеона. Після поразки останнього при Ватерлоо Мішеля Нея було схоплено та засуджено до розстрілу.

## Нагороди
- Франція
  - Орден Почесного легіону
    - Кавалер Великого Хреста Легіону[5]

  - Орден Залізної Корони
    - Командор Ордену

## Родина

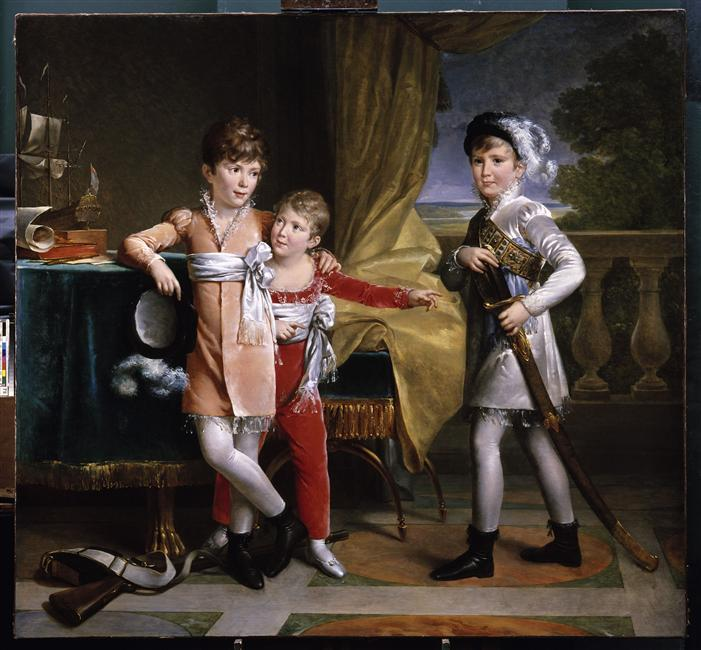
Три сина Мішеля Нея (мал. Марі-Елеонори Годефройд. 1810 р.)

Аглая-Луїза Ней (при народженні Оґ'є) (1782—1854) — дружина (з 1802 року)  Княгиня Московська. Фрейліна імператриці Жозефіни, а потім при Марії-Луїзі. У 1794 році її мати, покоївка королеви Марії-Антуанети, покінчила собою зі страху перед стратою гільйотиною. Виховувалася тіткою (сестрою матері Аглаї) Жанною-Луїзою Кампан. У пансіоні тітки познайомилася з майбутньою імператрицею Жозефіною. Діти:
- Наполеон Жозеф (1803—1857) — французький політичний та військовий діяч. Бригадний генерал. У часи Другої Імперії міністр внутрішніх справ.
- Мішель Луї Фелікс (1804—1854) —  2-й герцог Ельхінґенський. Політичний діяч Франції. Генерал. Помер від холери під час Оборони Севастополя (Кримська війна).
- Ежен (1804—1845) —  Граф. Політичний діяч та дипломат. Шевальє Ордену Почесного легіону. Також був письменником.
- Едгар Наполеон Анрі (1812—1882) —  3-й князь Московський. Політичний діяч Другої Імперії. Помічник Наполеона III. Дивізійний генерал. Великий офіцер Ордену Почесного легіону. Головний ловчий Франції.